# Ragnarök (manhwa)
Ragnarök (라그나로크?) è un manhwa creato da Lee Myung-Jin. I 10 volumi che formano l'opera sono stati pubblicati in Nord America da Tokyopop dal 21 maggio 2002 al 6 aprile 2004 e a Singapore da Chuang Yi. L'edizione italiana è a cura dell'editore Flashbook, in stampa da fine 2004. Il 18 gennaio 2006 è stato pubblicato il numero 10, raggiungendo così l'edizione originale ancora in corso.
Il manhwa ha ispirato il popolare MMORPG coreano Ragnarok Online, sviluppato da Gravity Corporation. Il gioco online si è separato dalla storia del manhwa che è fermo, siccome l'autore sta lavorando con Gravity Corp. per aiutare nella produzione di future espansioni a Ragnarok Online. Esiste anche una serie televisiva animata basata sul videogioco ed intitolata Ragnarök The Animation.

## Trama
Ragnarök segue la vita e le avventure del guerriero Chaos, che soffre di amnesia e non riesce a ricordare nulla prima degli ultimi due anni della sua vita. Vive nella fittizia città chiamata Payon, abitata da una grossa schiera di guerrieri. L'erede al comando del villaggio, in linea di discendenza, è una giovane donna di nome Iris Irine, che si allena con lo stretto amico Chaos per diventare una capace leader per la sua gente.